# 波氏岩瓷蟹
波氏岩瓷蟹（学名：Petrolisthes borradailei）为瓷蟹科岩瓷蟹屬下的一个种。